# كريس كلوف
كريس كلوف (بالإنجليزية: Chris Clough)‏ هو مخرج بريطاني، ولد في 9 مارس 1951 في هاروغيت في المملكة المتحدة.

## وصلات خارجية
- كريس كلوف على موقع IMDb (الإنجليزية)
- كريس كلوف على موقع قاعدة بيانات الفيلم (الإنجليزية)